# 14594 Jindrašilhán
14594 Jindrašilhán è un asteroide della fascia principale. Scoperto nel 1998, presenta un'orbita caratterizzata da un semiasse maggiore pari a 2,5302363 UA e da un'eccentricità di 0,1505622, inclinata di 13,92252° rispetto all'eclittica.